# 渋川紗有実
渋川 紗有実（しぶかわ さゆみ、1995年9月13日 - ）は北海道出身のアイドルで女性アイドルグループ「ミルクス本物」の元メンバー。アイランド・エンタテイメント所属。

## 人物
- ミルクスの元キャプテン[1][2][3]
- ミルクスでのイメージカラーは紫。担当ミュージックは、J-POP/J-ROCK（邦楽）。キャッチフレーズは「いつも笑顔のミルキーボイス
- 自己紹介は「ビタミン～睡眠～あなたに～（さゆみ～ん！）」
- 特技は、バレエ、ピアノで後ろ向きでキラキラ星が弾ける、作曲[2]

## 経歴
- モーニング娘。に憧れ、アイドルを目指す。しかし、中々チャンスが無く、高校3年生になって進路を決めるときに、ミストケイズカンパニーのミルクスのオーディションを見つける[4]。
- 2013年6月に行われたミストケイズカンパニーのオーディションに合格。その後、アイドルグループ「ミルクス」を結成し初期メンバーとなる。
- 2014年5月26日に行われたミルクス定期公演ミルクスショーVol.3において、キャプテンに就任する[5]。
- 2015年4月1日に株式会社アイランド・エンタテイメントが発足し、ミストケイズカンパニーからアイランド・エンタテイメントに所属事務所を変更する。
- 2017年10月札幌市若者ライフプランニングプロジェクトCOME ON!ミライにおいて、仕事、結婚、出産、子育てをテーマとしたMIRAI MOVIEのインタビュアーを務める。[6]
- 2017年12月26日、コーチャンフォー新川通り店にて、2018年poroco1月号の表紙を担当したことから、poroco編集長との特別トークショー＆ミニライブを開催する。[7]
- 2018年 5月17日、花王 ビオレu　弱酸性のあいつ篇のご当地アイドルのスペシャル動画に手肌まもり隊の北海道代表として出演  (渋紗有実・澤田樹・藤崎くるみ)。[8]
- 2018年 5月30日、 ミルクス本物BFHHALL定期公演vol.24にて、初のオリジナルソロ曲「星屑のパジャマガール」を初披露する。
- 2018年 6月28日、キャディラック札幌／シボレー札幌　公式ＨＰ及びFacebookにおいて、シボレーカマロＳＳの紹介動画がアップされる。[9]
- 2018年 8月2日、TSUTAYA O-nestにて開催された「IDOL FOREST」にソロで初出演する。[10]
- 2019年5月12日、ミルクス本物から卒業。

## 楽曲
- 星屑のパジャマガール

## メディア出演

### TV
- にちよるなま NOWOOO!（2017年4月11日（4月10日深夜）、北海道文化放送）
- トレンドサプリ（2017年12月16日、札幌テレビ放送）[11]
- 土曜プレゼンアワー（2018年5月26日、北海道文化放送）[12]
- イチモニ（2018年10月29日、北海道テレビ）[13]
- #○○女子（2019年1月19日・26日、北海道文化放送）[14]

### CM
- 吉田学園[15][16]

### ラジオ
- ウイークエンドバラエティ 日高晤郎ショー フォーエバー さっぽろ散歩（2018年9月8日、STVラジオ）[17]

### 雑誌
- POROCO（ポロコ）2018年1月号[18][19]　株式会社えんれいしゃ

### ネット配信
- TOKYO IDOL NET 渋川紗有実(ミルクス)[1]
- CCOME ON!ミライ MIRAI MOVIE
  1. 「ライフデザイン」[20]
  2. 「企業選び」[21]
  3. 「ワーク・ワイフ・バランス」[22]
  4. 「子育て」[23]
- 花王 ビオレｕ 弱酸性のあいつ🎵～手肌まもり隊～　ご当地アイドルスペシャル動画[24]
- キャディラック札幌／シボレー札幌 facebook 投稿動画（2018年6月28日）[25]
- 下北FM「DJ Tomoaki's Radio Show!」（2018年8月2日） - ゲスト出演[26]